# 十五里ヶ原の戦い
十五里ヶ原の戦い（じゅうごりがはらのたたかい）は、天正16年（1588年）8月、本庄繁長率いる上杉・武藤連合軍と東禅寺義長・勝正兄弟率いる最上軍との戦である。
現在、「十五里ヶ原古戦場」として、山形県の指定文化財（史跡）となっている。

## 背景
出羽国庄内地方は大宝寺氏（大宝寺武藤氏）が代々支配していたが、戦国時代には相次ぐ家中の内乱に悩まされていた。またこの地域は庄内平野や酒田湊を抱えており経済的価値が高く、周囲の上杉氏や最上氏、小野寺氏などが獲得を狙っていた。
1580年代、急速に領土を拡大していた山形城主・最上義光の攻勢が庄内にも及ぶようになると、尾浦城主・大宝寺義氏（武藤義氏）は、父・義増の代からの盟友である本庄繁長の支援を受けてこれに対抗した。
天正11年（1583年）、最上氏に内通した国人一揆が起き、義氏は近臣・前森蔵人（東禅寺筑前）に急襲され、自害した。さらに天正15年（1587年）10月、東禅寺氏・最上氏は、義氏の弟・義興を攻め、自害に追いやった。義興の養子となっていた本庄繁長の次男・義勝は、越後国との国境にある小国城（山形県鶴岡市）に退いた。これ以後、大宝寺氏は上杉の完全な影響下に置かれることになる。庄内を手に入れた義光は、東禅寺氏にこの地の統治を命じた。
天正16年（1588年）1月、最上氏の本家にあたり正室の実家でもある大崎氏の内紛に伊達政宗が武力介入すると（大崎合戦）、義光は政宗を討つべく大崎領に援軍を派遣し、同時に伊達領に出兵して各地を攻略した。義光が政宗との戦に忙殺されているのを好機と見た上杉景勝は、庄内占領のため兵を動かした。

## 展開
8月、景勝は本庄繁長・大宝寺義勝父子に尾浦城攻撃を命じる。一方の東禅寺義長・勝正兄弟は野戦での迎撃を決め、両者は十五里ヶ原で対峙した。
数の上では最上軍が優勢であったが、繁長が合戦の直前に行った下工作が効を奏し、合戦は当初から上杉・武藤連合軍のペースで進んだ。不利を悟った最上方はまず兄の義長が敵本陣に突撃して戦死した。その戦死の報を受けた弟の勝正もまた単身本陣へ突入し、不意をついて繁長に斬りかかった。勝正の一撃で繁長の兜はこめかみから耳の下まで切り取られたという。しかし、勝正もまた繁長と側近達に討ち取られた。
この後、最上軍は朝日山城などで抵抗を続けたが敗れ（朝日山城の戦い）、庄内地方は景勝の版図となった。繁長は余勢を駆ってさらに兵を進めたが、東根で最上勢の猛反撃に遭い撤退した。
尚、両軍の兵力については不明点もあるが、繁長率いる上杉・武藤連合軍はおおよそ5000人、それに対し東禅寺義長らの最上軍は山形からの援兵も含めて1万人程度だったと言われている。一説には1万8000人が動員されたとも言われているが、当時、山形城主の最上義光は伊達政宗と対陣していたため主力を十五里ヶ原に差し向けることが出来なかったことを考えると兵力については盛られている可能性が高い。

## 戦後
大宝寺義勝は、尾浦城に復帰した。
最上家はこの敗戦により庄内地方を失い勢力を後退させた。最上義光の台頭を快く思っていなかった米沢の伊達政宗は戦後に上杉方に付いた小国彦二郎宛に最上の敗戦と上杉の勝利を歓迎する旨の祝状を送っている。
この戦が起きたのは天正15年（1587年）12月の豊臣秀吉による奥羽惣無事令の発令後であり、本来この出兵は認められないはずであった。ところが、秀吉は義勝の庄内復帰を黙認した。
天正18年（1590年）8月23日、上杉氏によって執行された庄内地方での太閤検地に抵抗する藤島一揆が勃発した。天正19年（1591年）、一揆煽動の容疑により義勝が改易され、庄内は景勝に与えられた。この裁定と秀次事件における駒姫の死とが重なって義光は秀吉や上杉氏に対して深い疑念と憎悪の念を抱き、関ヶ原の戦いで徳川家康に味方する原因となったとする説がある。
義光が上杉氏から庄内を奪還するのは、慶長出羽合戦の翌年慶長6年（1601年）4月になる。

## 逸話
- 勝正が繁長に切りかかった際、手にしていたのが正宗で、繁長の手に渡ったことから本荘（本庄）正宗と言われるようになったという。後に本庄正宗は複数の所有先を経て、最終的に家康のもとへ献上され、徳川家綱以降将軍家第一の家宝とされた。しかし第二次世界大戦後に進駐軍に没収され、1946年にとあるアメリカ兵が持ち去って以来、行方不明のままとなっている。
- 村上市郷土資料館の所蔵する六十二間星兜（別名：本庄兜）は、この時、本庄繁長が着用していた兜とされる[5]。伝承のように切り取られてはいないが、額右側に刀傷がついている[5]。

## 十五里ヶ原古戦場
1980年（昭和55年）1月7日、「十五里ヶ原古戦場」として、山形県の文化財（史跡）に指定された。
所在地は、山形県鶴岡市友江字中野66-3ほか。